# Boljkovci
Boljkovci (en serbe cyrillique : Бољковци) est un village de Serbie situé dans la municipalité de Gornji Milanovac, district de Moravica. Au recensement de 2011, il comptait 367 habitants.

## Géographie
Boljkovci se trouve à 17 km de Ljig et à 22 km de Gornji Milanovac.

## Histoire
Boljkovci a été le centre d'une municipalité portant son nom ; elle a ensuite fait partie de la municipalité de Ljig avant d'être intégrée à celle de Gornji Milanovac.
Pendant la Première Guerre mondiale, le voïvode Živojin Mišić a conduit la célèbre bataille de la Kolubara depuis une kafana (« auberge ») située dans le village.

## Démographie
| 1948  | 1953  | 1961  | 1971  | 1981 | 1991 | 2002 | 2011 |
| ----- | ----- | ----- | ----- | ---- | ---- | ---- | ---- |
| 1 187 | 1 154 | 1 088 | 1 001 | 898  | 631  | 489  | 367  |

|  |

## Économie
Les habitants de Boljkovci vivent principalement de l'élevage et de l'agriculture ; une partie d'entre eux travaille dans les usines de Gornji Milanovac. 